# Champions Trophy mannen 1992
 De veertiende editie van de strijd om de Champions Trophy had plaats van donderdag 20 februari tot en met vrijdag 28 februari 1992 in Karachi. Deelnemende landen waren: Australië, Duitsland, debutant Frankrijk, Groot-Brittannië, Nederland en gastland Pakistan. Titelverdediger was Duitsland. Voor het eerst werd de eindrangschikking niet - zoals voorheen - opgemaakt na de halve competitie, maar volgden na de voorronde play-offs, waarbij de nummers één en twee uitkwamen in de finale, de nummers drie en vier in de troostfinale en de nummers vijf en zes in een rechtstreeks duel degradatie moesten zien te voorkomen.

## Selecties

### Duitsland
- Andreas Becker
- Christian Blunck
- Carsten Fischer
- Volker Fried
- Andreas Keller
- Michael Knauth
- Sven Meinhardt

- Michael Metz
- Klaus Michler
- Frederick Ness
- Torsten Rommel
- Markus Steinwachs
- Christian Stengler

- Jan-Peter Tewes
- Michael Waldhauser

- Bondscoach

Paul Lissek

## Scheidsrechters
- Nicolai Stepanov
- José Luis Cortazar
- Guillaume Langle

- Khizar Nawaz Bajwa
- Allan Schasser
- Richard Wolter

- Ahmed Seif El Dine
- Mohammed Iqbal Bali
- Allan Waterman

## Voorronde
- Pakistan-Groot-Brittannië 1-0
- Australië-Duitsland 2-1
- Nederland-Frankrijk 4-0

- Duitsland-Groot-Brittannië 3-2
- Nederland-Australië 3-6
- Pakistan-Frankrijk 6-0

- Nederland-Pakistan 1-0
- Australië-Groot-Brittannië 4-1
- Duitsland-Frankrijk 3-1

- Duitsland-Nederland 2-0
- Pakistan-Australië 2-0
- Groot-Brittannië-Frankrijk 5-2

- Australië-Frankrijk 9-1
- Nederland-Groot-Brittannië 4-1
- Pakistan-Duitsland 3-4

## Eindstand voorronde
| № | Land             | WG | W | G | V | DV | DT | +/– | Punten |
| - | ---------------- | -- | - | - | - | -- | -- | --- | ------ |
| 1 | Australië        | 5  | 4 | 0 | 1 | 21 | 8  | +13 | 8      |
| 2 | Duitsland        | 5  | 4 | 0 | 1 | 13 | 8  | +5  | 8      |
| 3 | Pakistan         | 5  | 3 | 0 | 2 | 12 | 5  | +5  | 6      |
| 4 | Nederland        | 5  | 3 | 0 | 2 | 12 | 9  | +3  | 6      |
| 5 | Groot-Brittannië | 5  | 1 | 0 | 4 | 9  | 14 | –5  | 2      |
| 6 | Frankrijk        | 5  | 0 | 0 | 5 | 4  | 27 | –23 | 0      |

## Play-offs
Om vijfde plaats
| 28 februari      |       |           |  |
| Groot-Brittannië | 3 – 0 | Frankrijk |  |
|                  |       |           |  |

Troostfinale
| 28 februari |       |           |  |
| Pakistan    | 2 – 1 | Nederland |  |
|             |       |           |  |

Finale
| 28 februari |       |           |  |
| Duitsland   | 4 – 0 | Australië |  |
|             |       |           |  |

## Eindstand
1. Duitsland
2. Australië
3. Pakistan
4. Nederland
5. Groot-Brittannië
6. Frankrijk

## Topscorer
| 1. | Stephen Davies | Australië | 8 |

Mannen:
Lahore 1978 ·
Karachi 1980 ·
Karachi 1981 ·
Amstelveen 1982 ·
Karachi 1983 ·
Karachi 1984 ·
Perth 1985 ·
Karachi 1986 ·
Amstelveen 1987 ·
Lahore 1988 ·
Berlijn 1989 ·
Melbourne 1990 ·
Berlijn 1991 ·
Karachi 1992 ·
Kuala Lumpur 1993 ·
Lahore 1994 ·
Berlijn 1995 ·
Chennai 1996 ·
Adelaide 1997 ·
Lahore 1998 ·
Brisbane 1999 ·
Amstelveen 2000 ·
Rotterdam 2001 ·
Keulen 2002 ·
Amstelveen 2003 ·
Lahore 2004 ·
Chennai 2005 ·
Barcelona 2006 ·
Kuala Lumpur 2007 ·
Rotterdam 2008 ·
Melbourne 2009 ·
Mönchengladbach 2010 ·
Auckland 2011 ·
Melbourne 2012 ·
Bhubaneswar 2014 ·
Londen 2016 ·
Breda 2018
Vrouwen:
Amstelveen 1987 ·
Frankfurt 1989 ·
Berlijn 1991 ·
Amstelveen 1993 ·
Mar del Plata 1995 ·
Berlijn 1997 ·
Brisbane 1999 ·
Amstelveen 2000 ·
Amstelveen 2001 ·
Macau 2002 ·
Sydney 2003 ·
Rosario 2004 ·
Canberra 2005 ·
Amstelveen 2006 ·
Quilmes 2007 ·
Mönchengladbach 2008 ·
Melbourne 2009 ·
Nottingham 2010 ·
Amstelveen 2011 ·
Rosario 2012 ·
Mendoza 2014 ·
Londen 2016 ·
Changzhou 2018